# 丹妮拉·扎帕塔 (羽毛球運動員)
丹妮拉·扎帕塔（西班牙語：Daniela Zapata，1996年12月12日—），秘魯女子羽毛球運動員。

## 簡歷
2017年3月，丹妮拉·扎帕塔以2號種子出戰秘魯羽毛球國際系列賽女子單打項目，在決賽中以0比2的成績（12-21、7-21）不敵隊友兼頭號種子丹妮拉·马西亚斯，雖然屈居亞軍但這是丹妮拉·扎帕塔目前在羽球生涯女子單打項目中的最佳成績。

## 主要比賽成績
只列出曾進入準決賽的國際賽事成績：
| 年份   | 賽事                         | 公開賽級別 | 項目     | 拍檔             | 成績 |
| ------ | ---------------------------- | ---------- | -------- | ---------------- | ---- |
| 2014年 | 吉拉爾迪拉羽毛球賽           | 國際系列賽 | 女子雙打 | Camila García    | 亞軍 |
| 2016年 | 泛美洲羽毛球錦標賽           | 其他       | 混合團體 | －               | 季軍 |
| 2017年 | 秘魯羽毛球國際系列賽         | 國際系列賽 | 女子單打 | －               | 亞軍 |
| 2017年 | 泛美洲羽毛球錦標賽           | 其他       | 女子雙打 | 寶拉·拉托雷·瑞格 | 季軍 |
| 2018年 | 泛美洲羽毛球男女子團體錦標賽 | 其他       | 女子團體 | －               | 季軍 |

| 2007-2017年 | 首要超級賽 | 超級賽 | 黃金大獎賽 | 大獎賽 | 國際挑戰賽 | 國際系列賽 | 未來系列賽 | 其他 |

| 2018-2026年 | 總決賽 | 超級1000賽 | 超級750賽 | 超級500賽 | 超級300賽 | 超級100賽 | 國際挑戰賽 | 國際系列賽 | 未來系列賽 | 其他 |